# Glenn Randall
Pour les articles homonymes, voir Randall.
Glenn Randall, né le 3 septembre 1986 en Norvège, est un fondeur et coureur de fond américain. Il est champion du monde de course en montagne longue distance 2010.

## Biographie
Né en Norvège, il grandit à Collbran et est initié au ski de fond par ses parents tous deux fondeurs. À l'âge de 5 ans, il est diagnostiqué d'asthme allergique sévère. Il parvient ensuite à maîtriser sa maladie à l'aide de médicaments, ce qui lui permet de s'améliorer en ski.
Il est sélectionné dans l'équipe américaine pour les championnats du monde junior en 2005 et 2006. En 2008, il remporte le titre de champion NCAA de ski de fond en style libre.
En parallèle de son activité de fondeur, il se met à l'athlétisme pour compléter son entraînement durant l'été. Il décide de se mettre à la course en montagne, discipline qui lui offre une préparation physique et mentale optimale pour le ski de fond. En 2010, il remporte l'ascension du mont Evans avec le deuxième meilleur temps de l'histoire de la course. Cet exploit lui vaut un dossard élite pour l'ascension de Pikes Peak. Il remporte ensuite la course de côte de Vail. Lors de l'ascension de Pikes Peak, qui compte comme Challenge mondial de course en montagne longue distance, il prend un départ rapide et mène la course sur un rythme soutenu. Croyant qu'il va craquer, ses rivaux ne tentent pas de le suivre. Glenn parvient au sommet avec un excellent temps de 2 h 9 min 28 s et remporte le titre. Le Suisse Marc Lauenstein le rejoint près de trois minutes après,.
Il délaisse le ski de fond en 2011 pour se concentrer sur la course à pied. Il termine quatrième de la course du Mont Washington puis huitième à Sierre-Zinal.
Il se fait remarquer en 2012, en prenant la tête du marathon de Boston durant les 5 premiers kilomètres. Incapable de maintenir son rythme élevé, il termine à la 60e place en 2 h 37 min 13 s. Il est cependant la victime d'attaques personnelles sur les réseaux sociaux l'accusant de s'être mis en évidence uniquement pour faire de la publicité pour son sponsor PowerBar,. Il termine à nouveau quatrième de la course du Mont Washington en 2012, qui compte alors comme championnats des États-Unis de course en montagne. Il est sélectionné pour les championnats du monde de course en montagne à Ponte di Legno où il se classe neuvième.
En 2013, il remporte la médaille de bronze aux championnats NACAC de course en montagne.

## Palmarès en ski de fond
- Championnats NCAA de ski de fond en style libre 2008

## Palmarès en athlétisme

### Route
| Année | Compétition                          | Lieu         | Place | Épreuve       | Performance     |
| ----- | ------------------------------------ | ------------ | ----- | ------------- | --------------- |
| 2011  | Marathon de Chicago                  | Chicago      | 19e   | Marathon      | 2 h 20 min 40 s |
| 2012  | Marathon de Philadelphie             | Philadelphie | 8e    | Marathon      | 2 h 21 min 29 s |
| 2013  | Rock 'n' Roll Pasadena Half Marathon | Pasadena     | 2e    | Semi-marathon | 1 h 7 min 8 s   |
| 2013  | Rock 'n' Roll Dallas Half Marathon   | Dallas       | 3e    | Semi-marathon | 1 h 6 min 21 s  |

### Course en montagne
| no  | masculin           | Course                                                  | Longueur | Départ           | Temps           |
| --- | ------------------ | ------------------------------------------------------- | -------- | ---------------- | --------------- |
| 1re | Médaille d'or      | Ascension du Mont Evans                                 | 23,3 km  | 19 juin 2010     | 1 h 41 min 21 s |
| 1re | Médaille d'or      | Course de côte de Vail                                  | 12 km    | 3 juillet 2010   | 49 min 16 s     |
| 1re | Médaille d'or      | Challenge mondial de course en montagne longue distance | 21,4 km  | 21 août 2010     | 2 h 9 min 28 s  |
| 9e  | 9e                 | Championnats du monde de course en montagne             | 14,1 km  | 9 septembre 2012 | 1 h 5 min 48 s  |
| 4e  | Médaille de bronze | Championnats NACAC de course en montagne                | 12 km    | 21 juillet 2013  | 57 min 58 s     |

## Records
| Épreuve       | Performance     | Date           | Lieu      |
| ------------- | --------------- | -------------- | --------- |
| Semi-marathon | 1 h 6 min 9 s   | 2 juin 2013    | San Diego |
| Marathon      | 2 h 20 min 40 s | 9 octobre 2011 | Chicago   |